# Dragoni (Lequile)
Dragoni è un centro della provincia di Lecce e frazione del comune di Lequile.
Con lo sviluppo urbanistico di Lequile e Dragoni oggi i due paesi costituiscono in pratica un unico centro abitato.

## Storia
L'origine del nome non è accertata. Secondo lo storico Giacomo Arditi il paese trasse il suo nome da un'insegna romana recante il simbolo del drago, da cui appunto Dragoni. L'ipotesi è collegata all'idea di due diverse insegne romane una col simbolo dell'aquila che avrebbe dato il nome a Lequile, l'altra col simbolo del drago da cui il nome a Dragoni.
Nel 1137 il feudo di Dragoni venne ceduto dal conte Accardo di Lecce al Monastero di San Giovanni Evangelista di Lecce. Dragoni precedentemente si chiamava Belforte e doveva essere un calogerato basiliano.
I monaci basiliani costruirono abbazie, scavarono grotte e crearono intorno a queste strutture dei centri di fede, di cultura, istituirono fiere in occasione delle celebrazioni dei santi e determinarono un notevole progresso agricolo.
L'avvento dei Normanni portò ad una politica persecutoria verso i basiliani. È  in questo periodo che il casale di Belforte cambia nome e acquisisce il nome di Dragoni o Draconi.

## Monumenti e luoghi d'interesse
- Chiesa di San Basilio Magno

Fu costruita nei primi del Seicento in sostituzione della precedente Chiesa di Santa Maria della Stella. Antica è la sua storia parrocchiale, il primo battesimo documentato risale all'anno 1583.
Essa, nel 2009, col sorgere della nuova Parrocchia Spirito Santo, è diventata Rettoria. Continua ad essere luogo attivo di culto e celebrazione il Sabato sera.
- Chiesa Madonna di Costantinopoli

La Chiesetta della Madonna di Costantinopoli, conosciuta come Madonna del Solano, fu edificata nel 1639 fuori dal centro abitato.
- Masseria Tramacere con annessa Cappella e Pozzo cinquecentesco.

È consolidata la tradizione di celebrare una Santa Messa festiva, la mattina del 15 Agosto, in onore della Vergine Assunta in cielo con grande partecipazione di popolo, dalla parrocchia vicina, i dragonesi e devoti limitrofi.
- Osanna

Intorno al 1600 nella piazza del paese si erigeva la Colonna dell'Osanna. Essa era denominata lu sannà perché un tempo, la Domenica delle Palme, il clero e i fedeli benedicevano i rami di ulivo e le palme in quel luogo, cantando l'Osanna al Figlio di David. Ancora tutt'oggi si ripete in questo luogo antico e simbolico la Benedizione delle Palme.

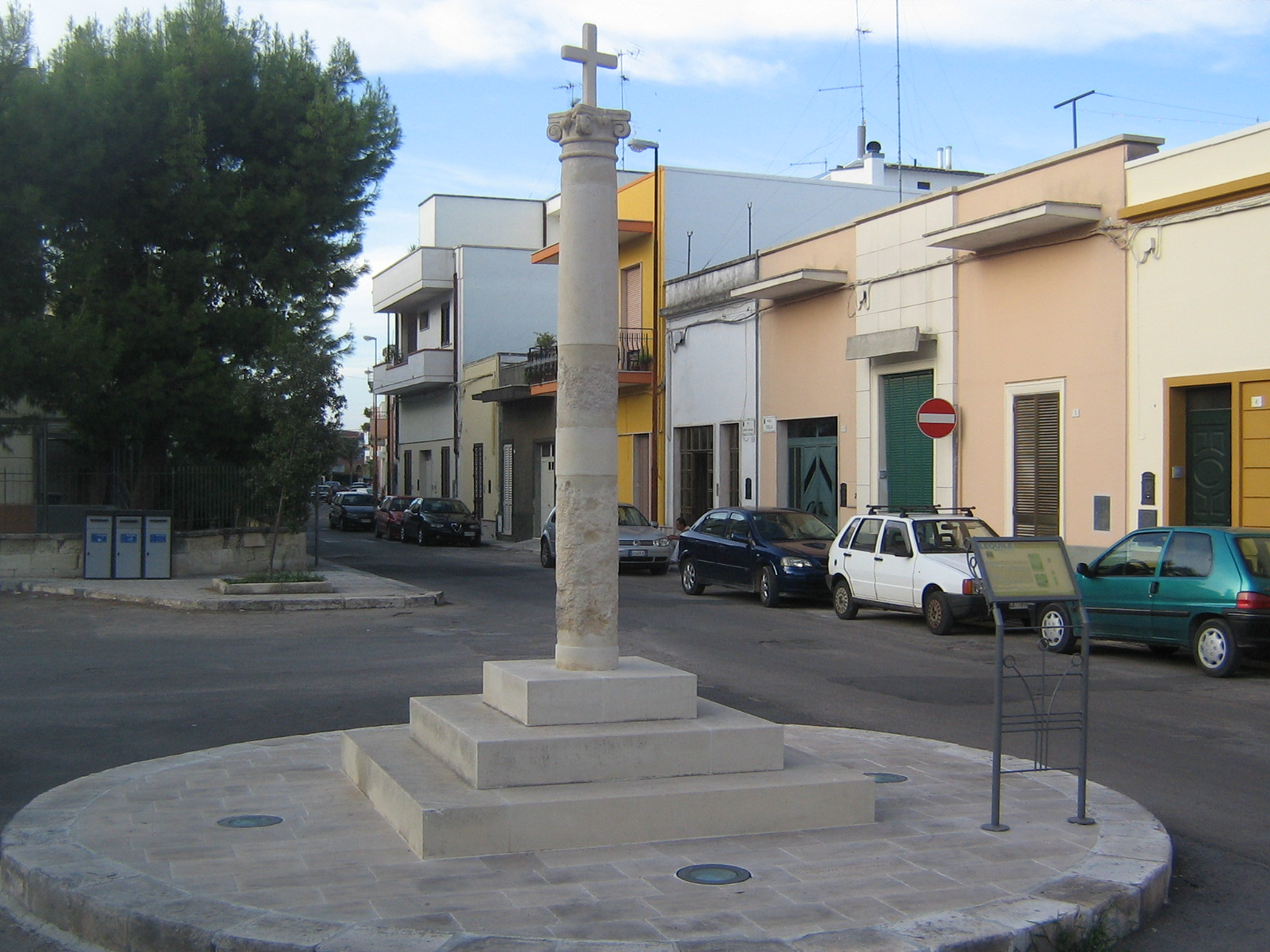
Colonna dell'Osanna

La colonna dell'Osanna fu spostata in seguito all'ampliamento della piazza e alla costruzione della scuola elementare sul terreno denominato appunto sannà, nella periferia del paese; ciò avveniva intorno al 1935. Tra il 1965 e il 1970, per questioni edilizie e problemi di viabilità, la colonna fu abbattuta. Passarono così quasi trent'anni e della Colonna dell'Osanna rimaneva solo un vago ricordo. Di quest'antica costruzione si erano perse le tracce fino a quando, in concomitanza dei lavori di restauro eseguiti nella chiesa di San Basilio Magno (1990 circa), nei muri del campanile fu ritrovato un capitello, sul quale furono fatte varie ricerche che portarono di nuovo alla Colonna dell'Osanna. Infatti, detto capitello era uno dei pezzi che andarono persi quando la colonna fu demolita. A seguito di questa scoperta ce ne furono altre, che portarono alla luce altri due pezzi dello storico monumento. Con questi pezzi, custoditi da alcuni cittadini, si è ricostruita la colonna nel punto in cui sorgeva originariamente.
- Frantoio ipogeo

Il Frantoio Ipogeo, in origine collocato fuori dal nucleo urbano, è attualmente posto sotto il monumento ai caduti, in via San Basilio, nella piccola frazione di Dragoni. Costruito probabilmente tra il XVI ed il XVII secolo, è un esempio della culturale rurale e contadina di Lequile. In questo luogo, infatti, alcune persone vivevano dai sei agli otto mesi all'anno per la lavorazione e la trasformazione delle olive in olio. Presenta una pianta di tipo longitudinale; si accede attraverso una scala a rampa retta che scende a quota - m. 4.00. Tutto il frantoio è interamente scavato nel banco roccioso. Varcata la scala si accede nel vano della molitura, all'interno del quale sono visibili diverse sciave ed altri ambienti di cui si ignora l'esatta destinazione. Vi sono anche delle stalle per gli animali che facevano girare le macine. Durante il periodo natalizio, il Centro culturale Kolbe, ne ha curato l'apertura al pubblico ed utilizzato per l'allestimento di un presepe vivente.

## Eventi
- Festa di San Basilio - 2 gennaio
- Festa della Madonna della Stella - 1º giovedì dopo Pasqua.
- Intronizzazione della Statua della Madonna con celebrazione dei Vespri la sera di Pasqua.
- Triduo di preghiera dal Lunedì dell'Angelo al Mercoledì.
- Vigilia della festa (Mercoledì): Messa solenne, Processione e Festa te lu Purecinu (tradizionale degustazione di uova sode con formaggio fresco accompagnato da vino locale).
- Giovedì dopo Pasqua - Giorno di festa : Sante Messe, Omaggio ai Caduti al monumento di Dragoni, serata in musica con rinomati Concerti bandistici.